# Old Man of Storr
Ne doit pas être confondu avec Old Man of Stoer.
Le Old Man of Storr, toponyme anglais signifiant littéralement « vieil homme du Storr » en français, en gaélique écossais Bodach an Stòrr, est un monolithe du Royaume-Uni situé en Écosse, sur l'île de Skye. D'une hauteur de 55 mètres, il s'est formé à la suite de l'érosion de The Storr dont le sommet est situé juste à l'ouest.
Le nom de « Old Man of Storr » proviendrait du fait que vus de face, le pinacle rocheux et The Storr situé à l'arrière évoqueraient le visage d'un vieil homme.

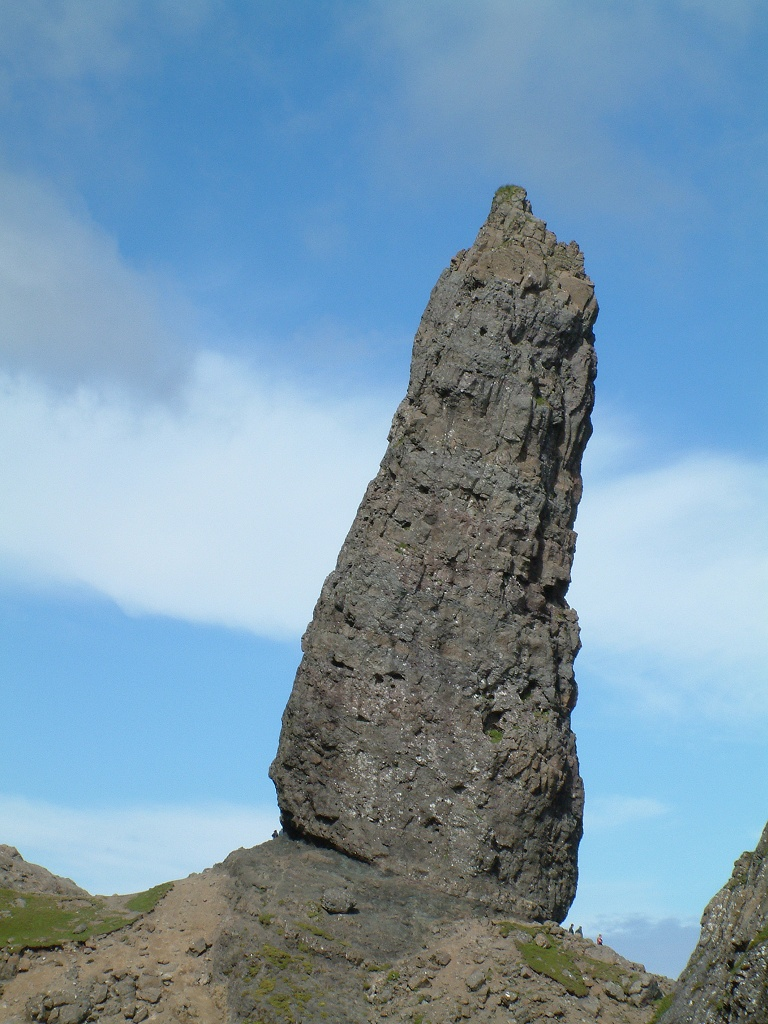
Vue rapprochée de Old Man of Storr avec des personnes à ses pieds à gauche et à droite.

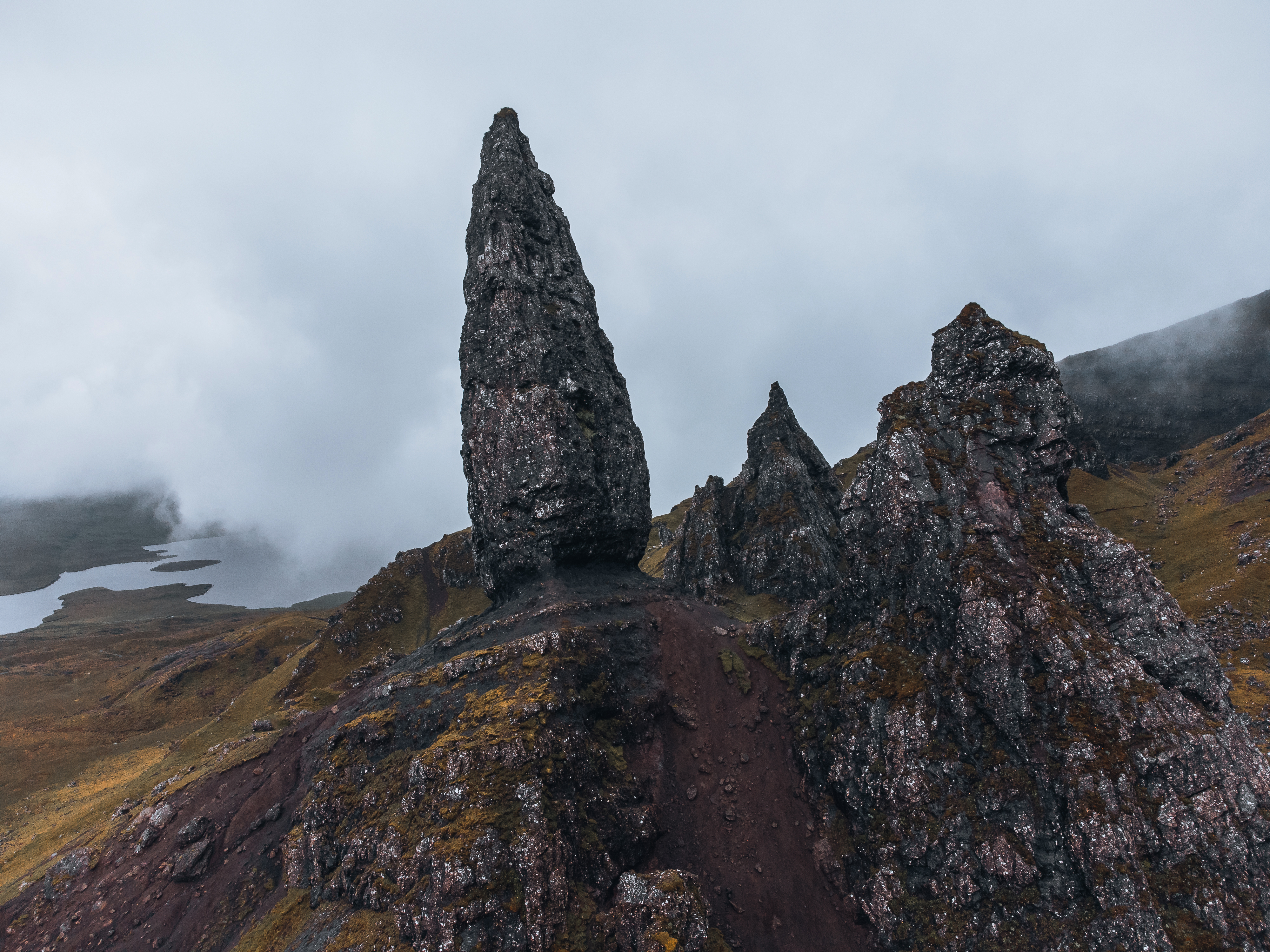
Old Man of Storr

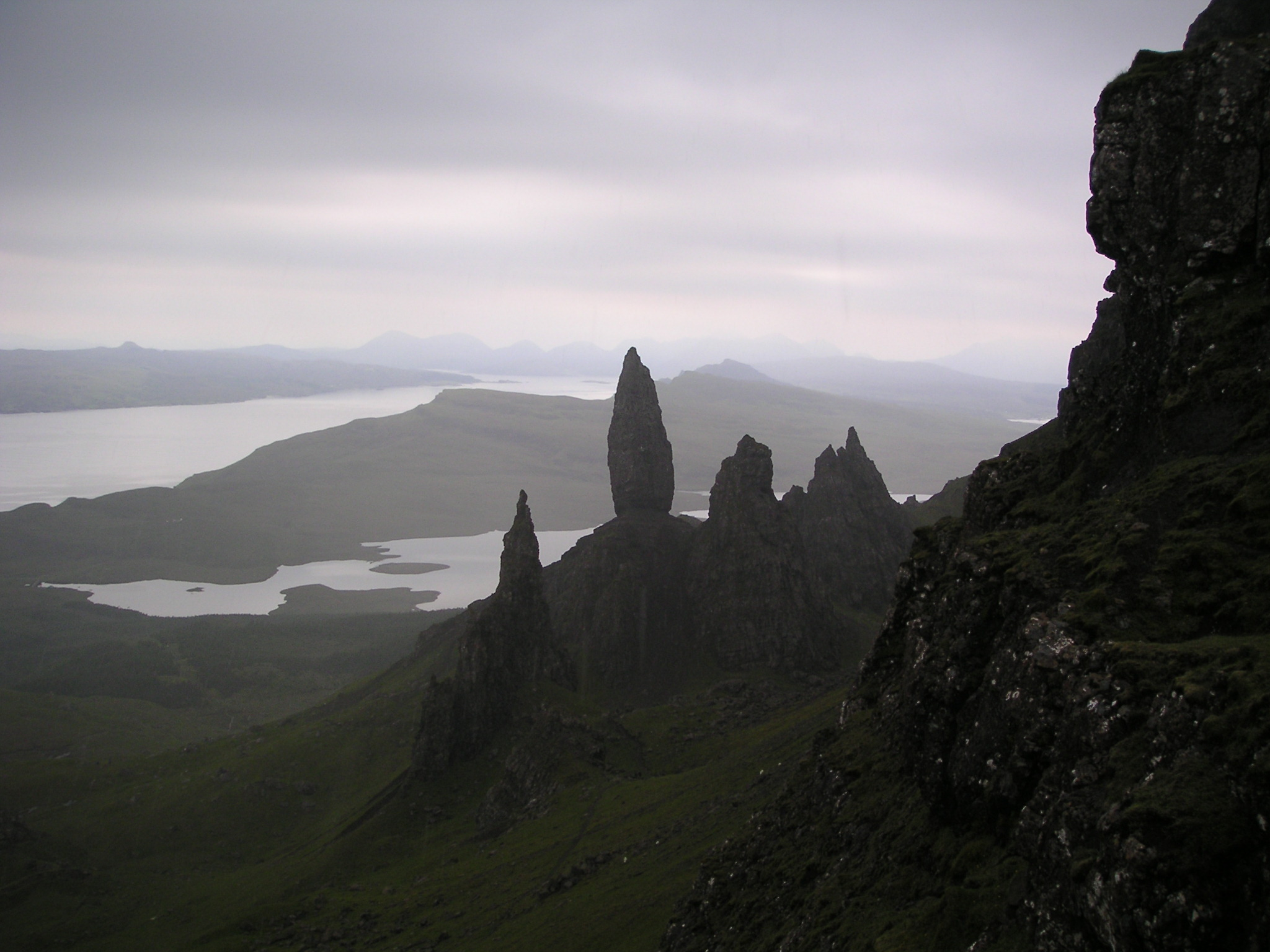
Le Old Man of Storr entouré par d'autres rochers.

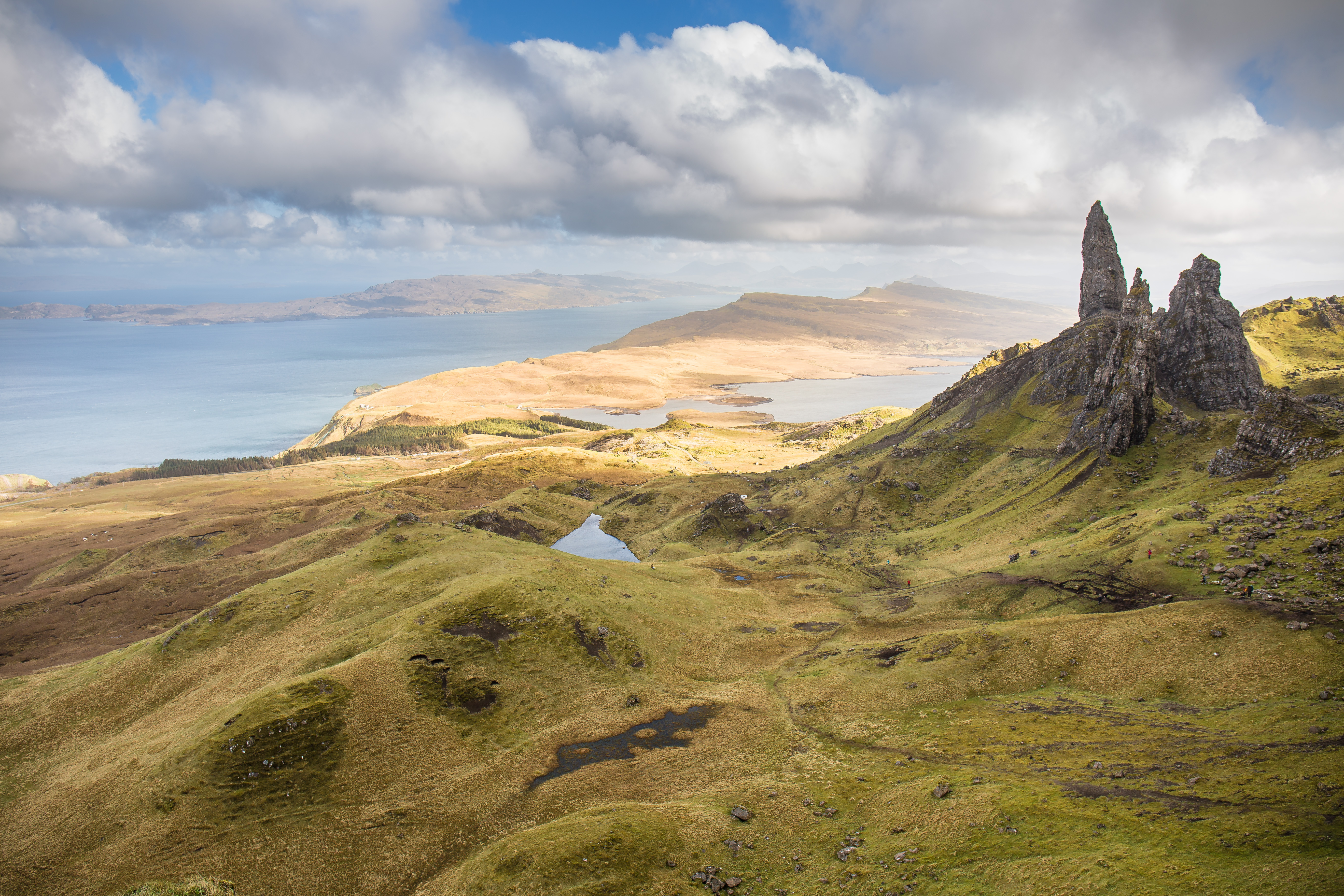
Paysage de Old Man of Storr